# Campo de concentração de Ravensbrück
O campo de concentração Ravensbrück foi um campo de concentração feminino localizado 90 quilômetros ao norte de Berlim, na localidade Ravensbrück no município de Fürstenberg (Brandemburgo). Foi construído no outono de 1938 e, em maio de 1939, com a transferência de prisioneiras de Lichtenburg, entre elas Olga Benário, tornou-se o maior campo de concentração feito exclusivamente para mulheres.
Inicialmente, o campo oferecia condições higiênicas e uniformes limpos, mas já tinha punições e trabalho escravo como norma. As condições pioraram com o avançar da Segunda Guerra Mundial e o número excessivo de prisioneiras.
Durante sua existência, cerca de 132 000 prisioneiras oriundas de 23 países, junto com centenas de crianças, passaram por Ravensbrück, estimando-se que 92 000 foram vítimas de fome, fraqueza e execuções.
Em março e abril de 1945, a Cruz Vermelha sueca conseguiu libertar milhares de mulheres de Ravensbrück com a concordância do chefe da SS, Heinrich Himmler. Em 27 e 28 de abril, as mulheres restantes e que podiam andar foram forçadas a uma marcha da morte.
Em 30 de abril de 1945, o Exército Vermelho libertou o campo de Ravensbrück, onde encontrou somente três mil mulheres, muito doentes.

Mapa com a localização do campo de Ravensbrück
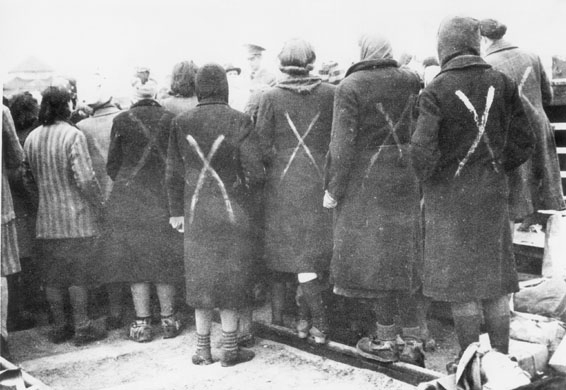
Mulheres prisioneiras em Ravensbrück
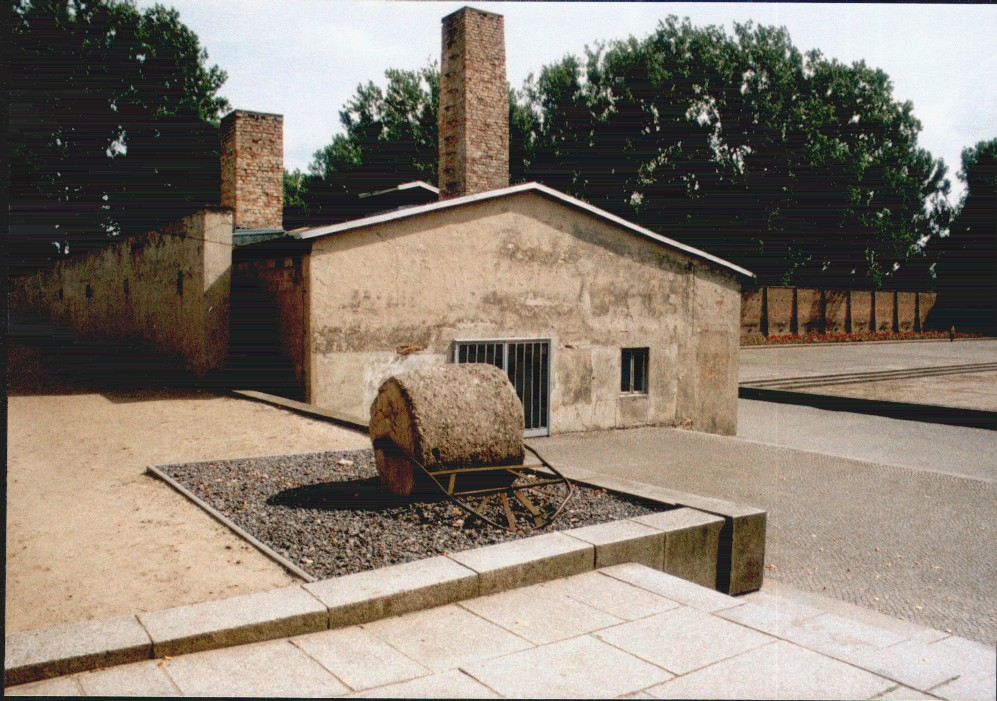
Vista externa do crematório

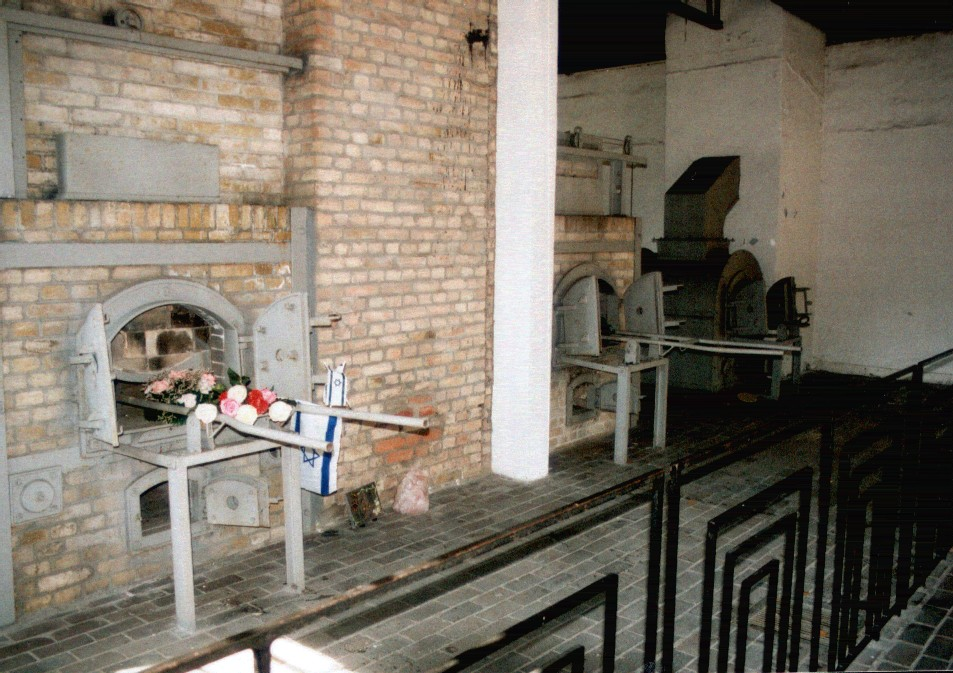
Crematório
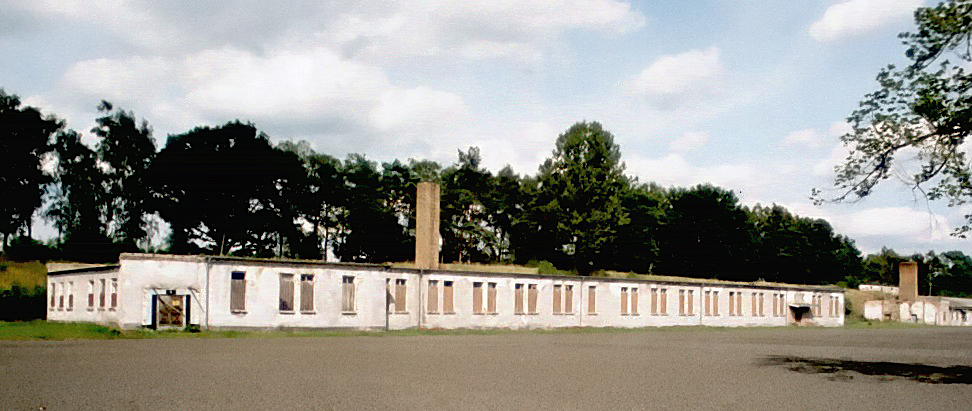
Barracões no campo
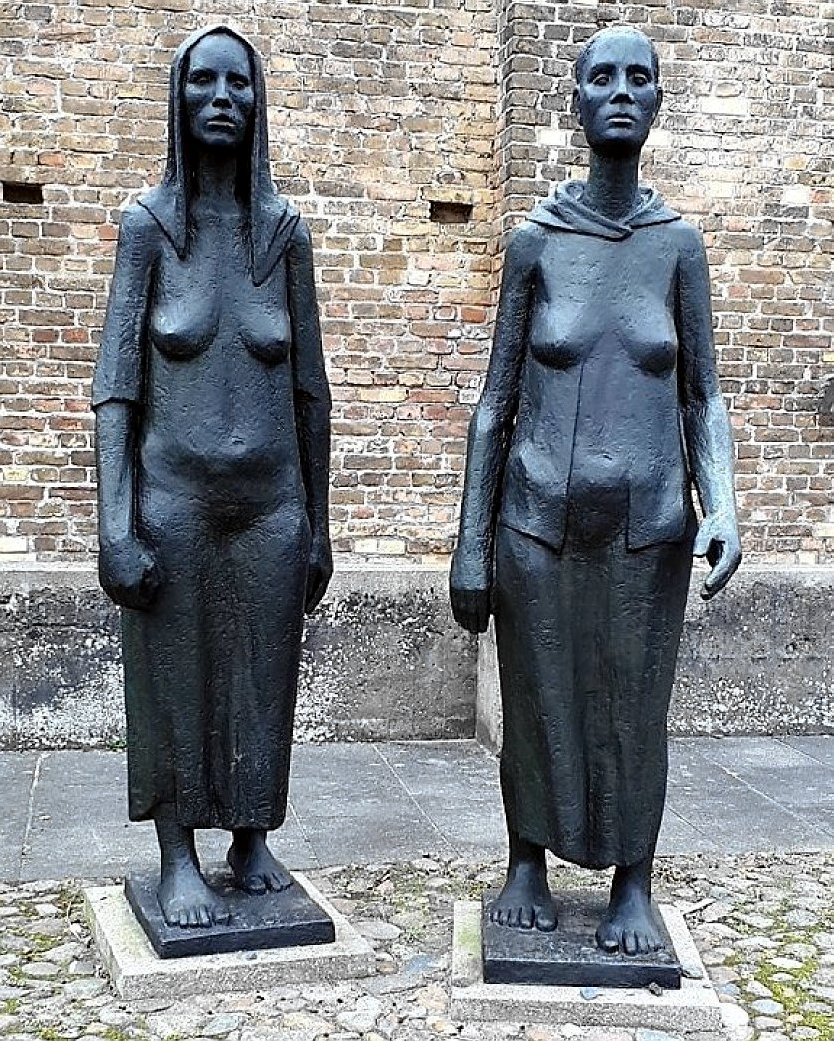
“Grupo das mães” por Fritz Cremer no crematório